# Оскар Сосновський

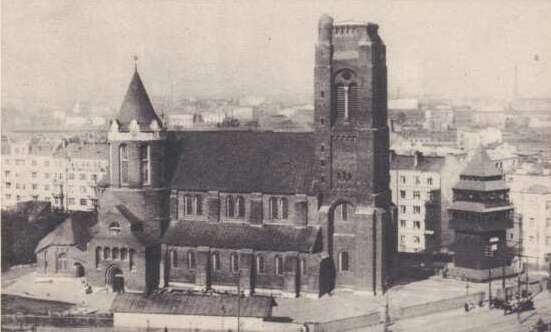
Костел Непорочного Зачаття у Варшаві

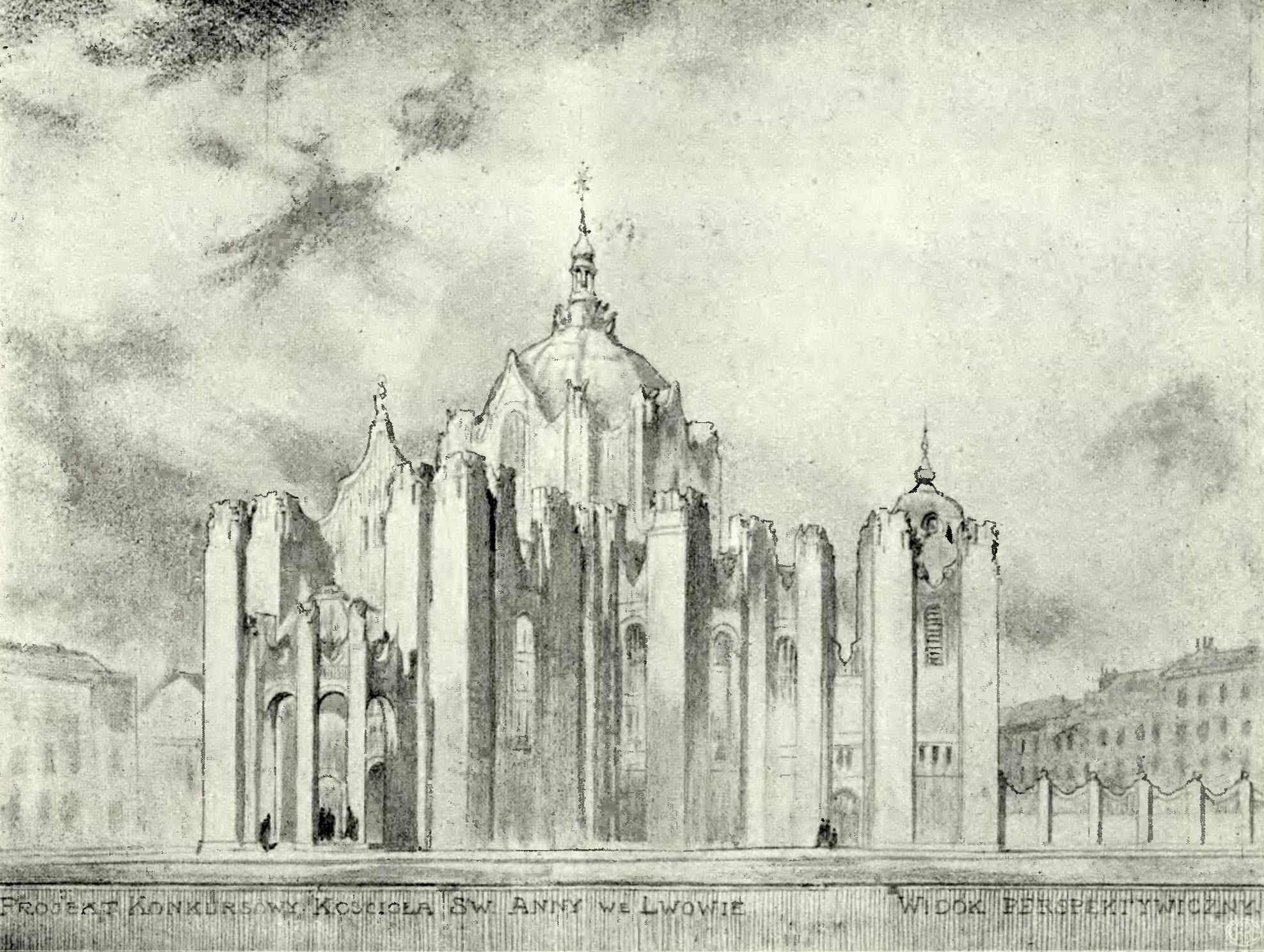
Конкурсний проєкт костелу св. Анни у Львові. 1912

Оскар Віктор Сосновський (пол. Oskar Wiktor Sosnowski, 6 листопада 1880 Санкт-Петербург — 24 вересня 1939 Варшава) — польський архітектор, педагог, доктор технічних наук.

## Біографія
Народився в Санкт-Петербурзі в сім'ї географа і педагога Павла Сосновського і Еви-Клавдії з Позняків. Навчався у варшавських гімназіях. 1903 року закінчив інженерно-будівельний факультет Варшавського політехнічного інституту. Відбував практику в архітектурному відділі Варшавсько-віденської залізниці, а також у проєктному бюро Юзефа Дзеконського. У 1909–1914 роках провадив у Варшаві власне архітектурне бюро. Паралельно викладав у низці приватних технічних та ремісничих закладів. Від 1910 року член Товариства опіки над пам'ятками минулого, де організував науковий відділ. 1914 року обраний за конкурсом на посаду професора титулярного на кафедру «Архітектура II» Львівської політехніки. До викладання не приступив, оскільки був мобілізований до російської армії. У 1917–1918 роках керував відділом культури і мистецтва Міністерства справ польських УНР. 1 квітня 1919 року у званні професора надзвичайного очолив кафедру Польської архітектури та історії мистецтва на факультеті архітектури Варшавської політехніки. 15 травня 1925 року у Краківській академії мистецтв здобув ступінь доктора технічних наук. Захистив дисертацію «Виникнення, характерні риси і майбутнє вуличної мережі міста Варшави». 1930 року праця була видана.
Від 1929 року член-кореспондент Товариства польських урбаністів. Від 1931 року член Варшавського наукового товариства. 1933 року входив до складу комісії архітекторів та представників Товариства заохочення мистецтв, які призначали молодим архітекторам стипендії ім. Владислава Фрончкевича.
Займався живописом і скульптурою. Неодноразово експонував свої роботи. Був також віолончелістом-аматором. На п'ятій виставці Товариства заохочення красних мистецтв у Варшаві у грудні 1908 — січні 1909 експонував перспективний рисунок сільського маєтку.
1910 року експонував «архітектурні фантазії» на виставці польських архітекторів у Львові. Серед них зокрема проєкт синагоги. 1913 року входив до комітету організаторів виставки сценічного малярства і архітектури у Кракові.
2 травня 1923 року відзначений Командорським хрестом Ордену Відродження Польщі. Загинув 24 вересня 1939 року. Похований на Повонзківському цвинтарі, поле 236-VI-28/29. У Варшаві проживав у будинку № 18 на вулиці Мислівецькій. Іменем Сосновського названо вулицю у Варшаві в місцевості Урсинув.

## Роботи
- Проєкт розбудови костелу в Сенні, затверджений 1913 року. У ході реалізації було здійснено також прибудову за проєктом Юзефа Дзеконського.[8]
- Будинок «Палат св. Антонія» (пол. Izb Św. Antoniego) на алеї Груєцькій у Варшаві (до 1914).[9]
- Проєкт і керівництво реставрацією фарного костелу Успіння у Гродно (від 1922).[10]
- Відбудова костелу святого Вацлава у Волковиську після пожежі 1929 року. Роботи завершено 1930 року.[11]
- Керівництво відбудовою гарнізонного костелу на вулиці Длугій у Варшаві.[12]
- Реставрація костелу Найсвятішої Марії Панни колишнього монастиря піарів у Варшаві. Переобладнання на гарнізонний храм. 1924—1933 роки.[13]
- Костел святого Роха в Білостоку (1927—1946).
- Костел Непорочного Зачаття на вулиці Груєцькій у Варшаві.

Нереалізовані
- Проєкт костелу у стилі «свойському» в селі Орлув-Муровани Люблінського воєводства. Здобув третє місце на конкурсі 1910 року.[14]
- 1912 року створив конкурсний проєкт нового костелу святої Анни у Львові. Не здобув нагород.[15]
- Конкурсний проєкт кафедрального костелу і будинків курії в Катовицях. Здобув одне з двох III місць на конкурсі у квітні 1925 року.[16].
- Проєкт храму Провидіння Господнього у Варшаві на другому (закритому) конкурсі на цей костел, що проводився 1931 року.[17]
- Проєкт регуляції площі Красінських.[18]
- Конкурсний проєкт розбудови ратуші у Варшаві на площі Театральній. 1927 рік. Не здобув нагород. Проєкт передбачав надбудову флігелів до 7 поверхів і центральної частини від вулиці Даниловичівської — до 12. Збереження палацу Бланка і добудову до нього зали засідань міської ради. У лівому крилі палацу заплановано пробиття підтиння для розширення вулиці Даниловичівської. Трамвайну колію запущено петлею від вулиці Вєжбової. Від вулиці Сенаторської заплановано місце для трибун.[19]
- Проєкт регуляції площі Замкової у Варшаві. Створений для закритого конкурсу 1937 року. Робота Сосновського здобула друге місце серед чотирьох претендентів. Проєкт передбачав виведення транспортних потоків за межі площі за допомогою півциркульного об'їзду з тильної сторони замку.[20]